# Garches
Garches är en kommun i departementet Hauts-de-Seine i regionen Île-de-France i norra Frankrike. Kommunen ligger i kantonen Garches som tillhör arrondissementet Nanterre. År 2022 hade Garches 17 705 invånare.

## Befolkningsutveckling
Antalet invånare i kommunen Garches
| Referens: INSEE |